# Marestmontiers
Marestmontiers is een gemeente in het Franse departement Somme (regio Hauts-de-France) en telt 102 inwoners (2009). De plaats maakt deel uit van het arrondissement Montdidier.

## Geografie
De oppervlakte van Marestmontiers bedraagt 2,5 km², de bevolkingsdichtheid is dus 40,8 inwoners per km².
De onderstaande kaart toont de ligging van Marestmontiers met de belangrijkste infrastructuur en aangrenzende gemeenten.

## Demografie
Onderstaande figuur toont het verloop van het inwonertal (bron: INSEE-tellingen).

1. ↑  Populations de référence 2022.